# Aaron Appindangoyé
Aaron Christopher Billy Ondélé Appindangoyé (* 20. února 1992 Franceville) je gabonský profesionální fotbalista, který hraje na pozici středního obránce za turecký klub Sivasspor a za gabonský národní tým.

## Klubová kariéra
V Gabonu hrál na začátku kariéry v klubu CF Mounana.

## Reprezentační kariéra
Aaron Appindangoyé debutoval v A-mužstvu gabonské reprezentace v roce 2012.
Zúčastnil se Afrického poháru národů 2015 v Rovníkové Guineji.